# Jack Hamilton
Jack Hamilton (22 maart 1994) is een Schots voetballer (doelman) die sinds 2014 op huurbasis voor de Schotse derdeklasser East Fife FC uitkomt.